# Brigitte Rohde
Brigitte Rohde-Köhn (née le 8 octobre 1954 à Prenzlau) est une athlète allemande spécialiste du 400 mètres et du 400 mètres haies.
Elle remporte la médaille d'or du relais 4 × 400 mètres aux Championnats d'Europe 1974 de Rome aux côtés de Waltraud Dietsch, Angelika Handt et Ellen Streidt. Sélectionnée pour les Jeux olympiques d'été de 1976, Brigitte Rohde monte sur la plus haute marche du podium du 4 × 400 m. L'équipe d'Allemagne de l'Est, composée également de Doris Maletzki, Ellen Streidt et Christina Brehmer établit un nouveau record du monde de la discipline en 3 min 19 s 23 et devance finalement les États-Unis et l'URSS.
Spécialisée dans le 400 m haies à partir de la saison 1976, elle termine au pied du podium des Championnats d'Europe de 1978. L'année suivante, elle fait partie du relais 4 × 400 m est-allemand qui remporte la Coupe du monde des nations d'athlétisme.

## Palmarès
| Date | Compétition                | Lieu     | Place | Discipline  |
| ---- | -------------------------- | -------- | ----- | ----------- |
| 1974 | Championnats d'Europe      | Rome     | 1re   | 4 × 400 m   |
| 1976 | Jeux olympiques            | Montréal | 1re   | 4 × 400 m   |
| 1978 | Championnats d'Europe      | Prague   | 4e    | 400 m haies |
| 1979 | Coupe du monde des nations | Montréal | 1re   | 4 × 400 m   |